# بايكال (إركوتسك)
بايكال (بالروسية: Байкал) هي مدينة في مقاطعة إركوتسك أوبلاست في روسيا.
يبلغ عدد سكانها حوالي 439 نسمة.